# Relaciones Argelia-Rusia
Rusia tiene una embajada en Argel y un consulado en Annaba, y Argelia tiene una embajada en Moscú. Argelia mantiene actualmente relaciones muy estrechas con Rusia. La embajada rusa se encuentra en Argel y la embajada argelina en Moscú.

## Historia

### Guerra fría

#### Primeros años
A lo largo de la guerra de Independencia de Argelia, la Unión Soviética había proporcionado asistencia militar, técnica y material a Argelia.[cita requerida] La URSS fue el primer país del mundo en reconocer de facto al Gobierno Provisional de la República Argelina en octubre de 1960, y luego de iure el 23 de marzo de 1962, al establecer relaciones diplomáticas con este país (unos meses antes de la proclamación oficial de su independencia).
En diciembre de 1963, la Unión Soviética y Argelia firmaron un acuerdo de cooperación económica y técnica.[cita requerida] La URSS se comprometió a proporcionar asistencia en la reconstrucción y construcción de plantas industriales, desarrollo agrícola, exploración geológica, capacitación de personal, etc. La Unión Soviética concedió a Argelia un préstamo a largo plazo por valor de 90 millones de rublos. En mayo de 1964, los países firmaron un acuerdo en virtud del cual la URSS se comprometió a proporcionar asistencia técnica en la construcción de una planta metalúrgica en la ciudad de Annaba (se concedió otro préstamo a largo plazo de 115 millones de rublos para estas necesidades).[cita requerida]
Tras su independencia, Argelia reconoció la importancia de la "unidad y la convergencia" en los países del Tercer Mundo para alcanzar sus objetivos internos, lo que se pudo expresar en su apoyo al Movimiento de Países No Alineados, que comenzó con la participación del FLN en los años 1960.

#### Años 70
Argelia mantuvo una estrecha relación con el régimen soviético en los años 1970 y 1980 gracias al suministro de armas. La prensa rusa estima que «Moscú suministró 11.000 millones de dólares en equipamiento militar a Argelia entre 1962 y 1989, lo que equivale al 70-80 por ciento del inventario argelino», y que este acuerdo se realizó principalmente mediante préstamos. En 1993, se estimó que el 90 por ciento del inventario del ejército argelino era de origen soviético.
Al mismo tiempo que se desarrollaban estas relaciones, Argelia había asumido una posición activa en el Movimiento de Países No Alineados. En 1973, Houari Boumediène acogió al Movimiento de Países No Alineados en Argel. Según los historiadores, fue "con la observación de que la reciente cooperación entre Moscú y Washington se parecía mucho a una pretensión de una superpotencia de reinar sobre el mundo". Boumediène cooperó estrechamente con Moscú y Washington a nivel bilateral, pero su visión, reiterada al ser anfitrión de la cumbre de los No Alineados, no era la de apoyar a ninguno de los dos lados en la Guerra Fría. Uno de los puntos principales enfatizados en Bandung, la cuna del movimiento de los No Alineados, fue que los países del Tercer Mundo debían adoptar una postura contra el colonialismo y el neocolonialismo. En una Argelia postcolonial, suscribir esta visión era una necesidad. A mediados de la década de 1970, Argelia estaba plenamente comprometida en el apogeo del Movimiento de los No Alineados, recelosa de las potencias imperialistas que miraban por encima del hombro al Tercer Mundo. Sin embargo, las visitas presidenciales, los lazos diplomáticos y las relaciones bilaterales cordiales continuaron con las dos superpotencias.

### Actualidad
En los años 1990 se fue creando un clima diferente cuando Argelia dejó de pagar los préstamos a Rusia y, tras el ascenso de Putin, Argelia se unió al "Diálogo Mediterráneo" de la OTAN con otros países de Oriente Medio, como Egipto.[cita requerida]
La presidencia de Bouteflika, que comenzó en abril de 1999, fue seguida poco después por la de Putin, y los dos líderes presionaron para que se retomaran relaciones más cordiales, incluidas conversaciones sobre ventas de armas y cooperación económica. En 2006, se condonó la deuda de 5.700 millones de dólares de Argelia y este país firmó un contrato de compraventa de armas por 7.500 millones de dólares con Rusia, el primer contrato importante de compraventa de armas de la Federación Rusa en África. En ese momento, las relaciones bilaterales recuperaron su fuerza.
En 1993 se creó la Comisión Mixta Ruso-Argelina para la Cooperación Comercial, Económica y Científica-Técnica. La comisión ha celebrado varias reuniones, centrándose en mejorar el comercio bilateral y la colaboración en diversos sectores. Argelia es uno de los principales socios comerciales de Rusia en África, junto con Marruecos y Egipto.
El 13 de junio de 2023, el presidente argelino Abdelmadjid Tebboune inició una visita de tres días a Rusia. Durante una reunión con el presidente ruso Vladímir Putin, se comprometieron a profundizar la "asociación estratégica" entre Rusia y Argelia.
En julio de 2023, el ex primer ministro argelino Aymen Benabderrahmane asistió a la Cumbre Rusia-África de 2023 en San Petersburgo.
En noviembre de 2023, en un contexto geopolítico mundial en constante evolución, tuvo lugar en Argel, capital de Argelia, una reunión de importancia crucial durante la 21ª sesión de la Comisión Intergubernamental Mixta Argel-Rusa. En el centro de este encuentro, el general Saïd Chanegriha, jefe del Estado Mayor del Ejército Nacional Popular Argelino (ANP), recibió a Dmitri Chugaev, director del Servicio Federal de Cooperación Técnico-Militar de la Federación de Rusia. Esta reunión brindó la oportunidad de discutir la cooperación militar entre los dos países y explorar nuevas vías de colaboración en áreas de interés mutuo.